# Economia Botswanei
Din anul Independentei, economia Botswanei a menținut una dintre cele mai mari rate de creștere în lume: între 1966 și 1999, de exemplu, rata medie anuală de creștere a fost de 9%. Cu toate acestea, în 2009 creșterea economică a fost negativă și sectorul industrial a prezentat o retractare de 30%, după căderea cererii globale de diamante produse în țară. Cu toate că o creștere a fost înregistrată în 2010, ritmul economiei a scăzut din nou.
Printr-o politică fiscală și un management economic eficient, din una dintre cele mai sărace țări ale Africii, Botswana a devenit o țară cu o economie de nivel intermediar, ajungând la un venit pe cap de locuitor de 17.100$ în 2012, superior multor altor țări în curs de dezvoltare.

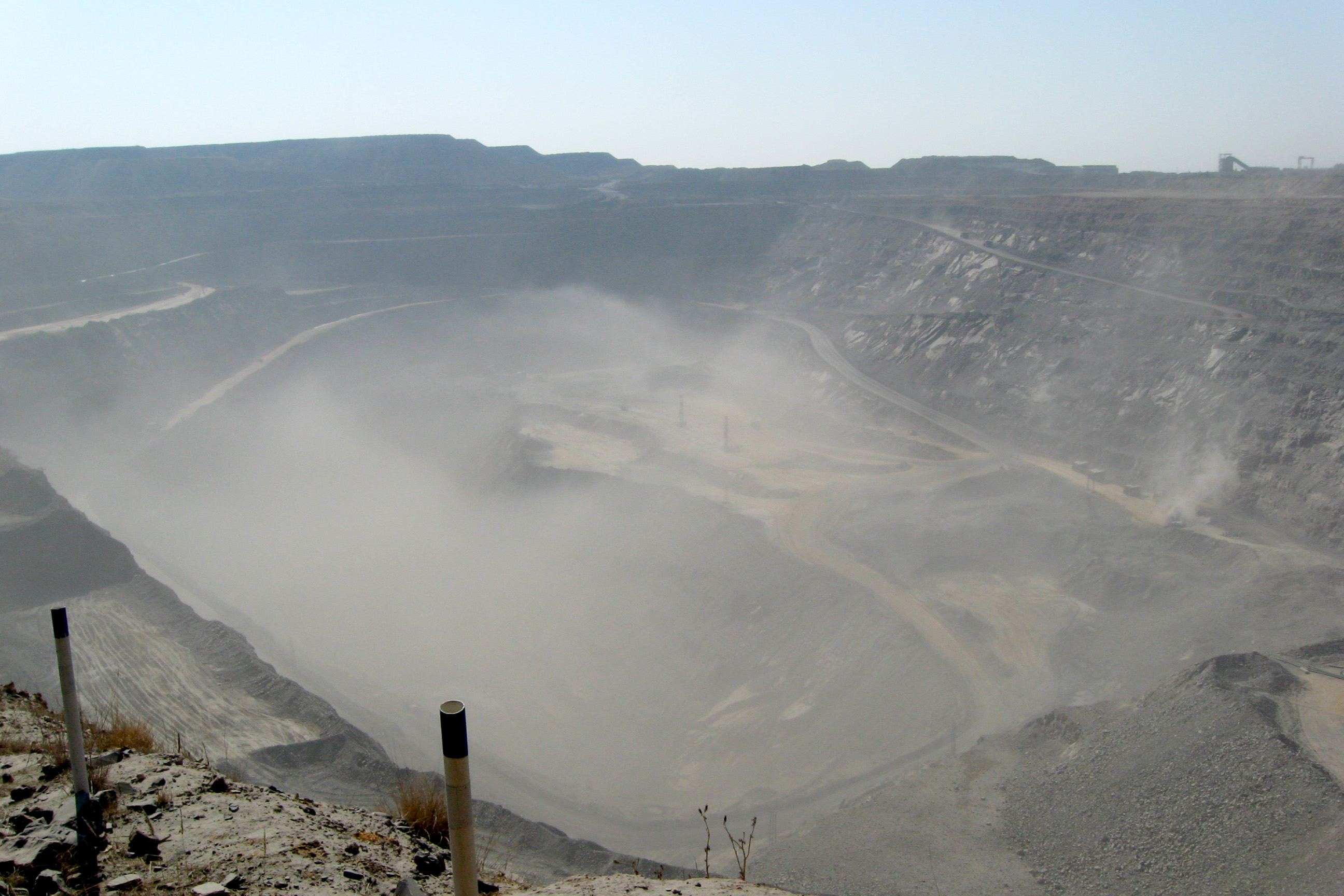
Mina de diamante de la Jwaneng este principalul sit al ţării de extragere al diamantelor.

Marea dependență a țării de un singur produs, diamantele, a fost un factor critic care a dus la o puternică scădere a economiei în anul 2009.
Turismul, serviciile financiare, agricultura și agricultura de subzistență sunt alte activități economice importante.